# Конвеєр

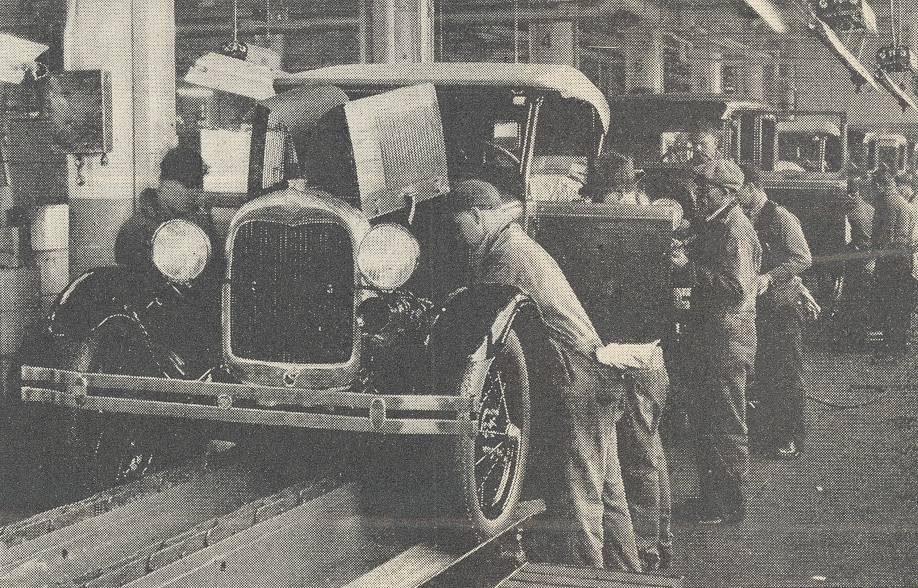
7 січня 1928. Конвеєр фабрики Форда

Конве́єр, також транспорте́р — машина безперервної дії, призначена для транспортування насипних і штучних вантажів — корисних копалин, породи, закладальних матеріалів та інш. Широко застосовується в кар'єрах, на шахтах, збагачувальних фабриках.

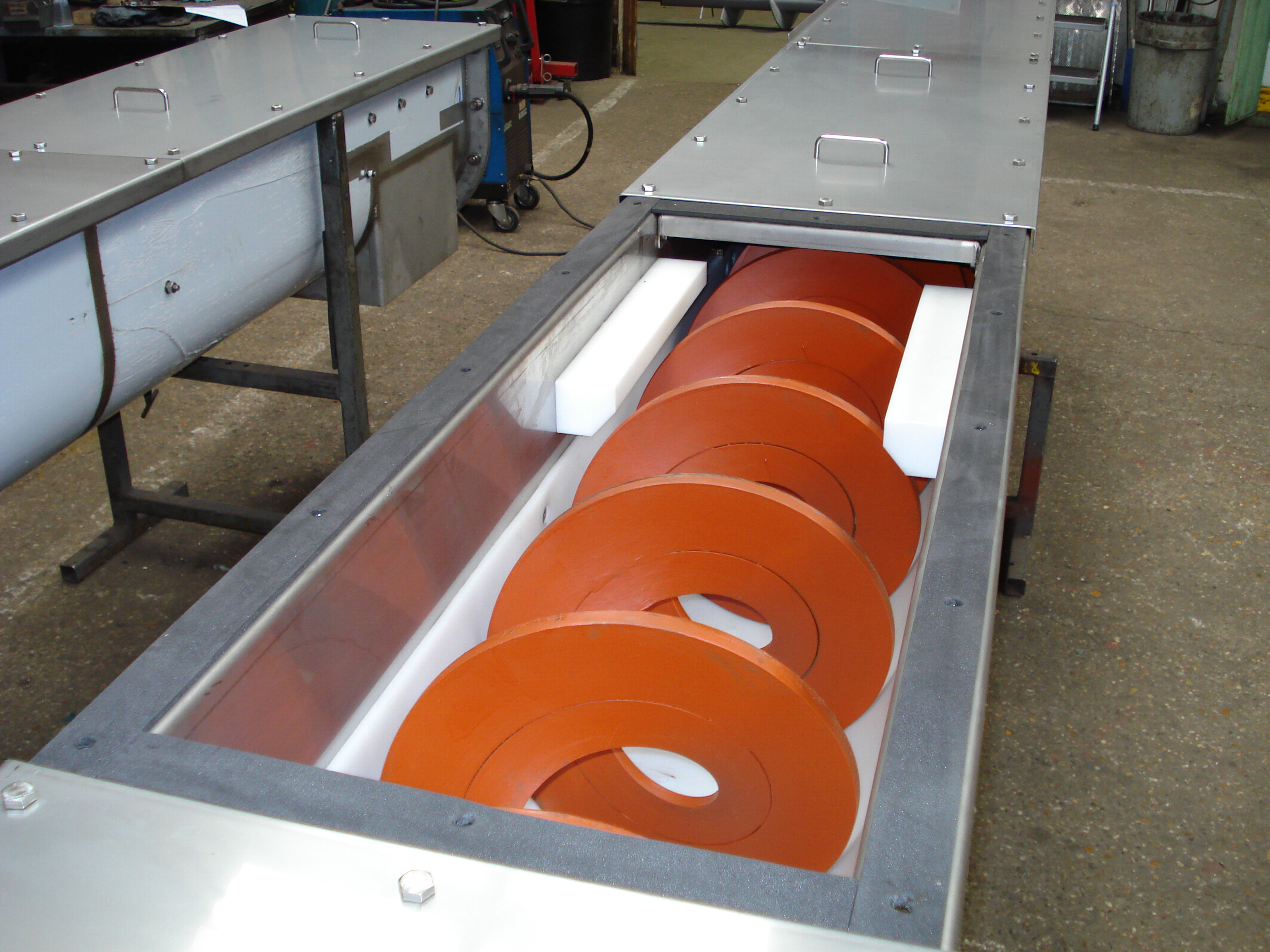
Гвинтовий конвеєр

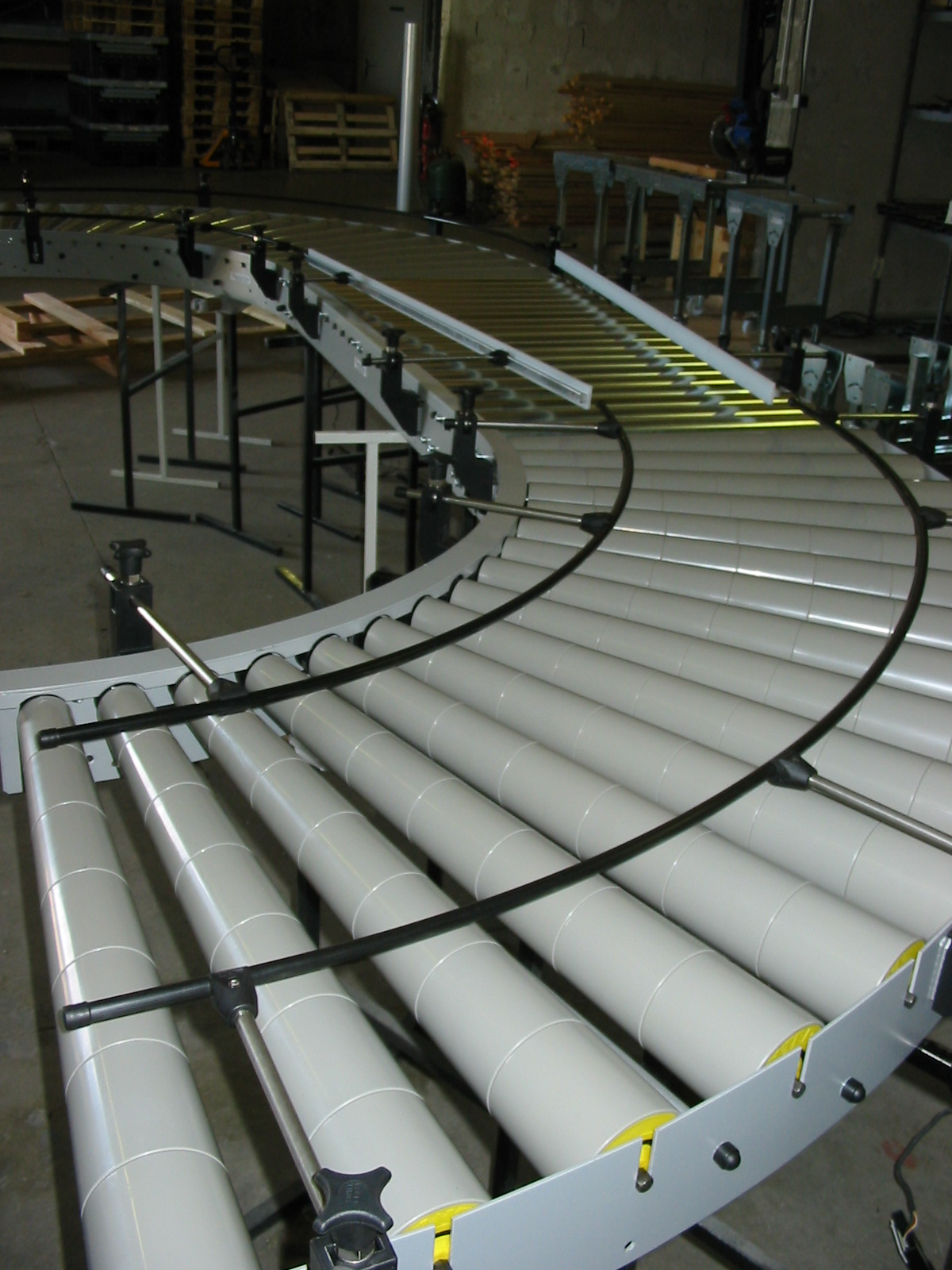
Роликовий конвеєр

## Класифікація, конструкція та принцип дії конвеєрів
Основні типи конвеєрів:
- гвинтові (шнекові),

Скребковий конвеєр.

- роликові: неприводні (гравітаційні) та приводні,
- стрічкові,
- стрічково-канатні,
- стрічково-ланцюгові,
- скребкові,
- вібраційні,
- пластинчасті та ін.

До конвеєрів належать також елеватори та ескалатори.
Основні елементи конвеєра: тяговий, вантажний або тягово-вантажний органи; опорні і напрямні елементи; конвеєрний постав, урухомник.
За конструктивними ознаками розрізняють конвеєри з гнучким тяговим органом і без тягового органу. У перших конвеєрах вантаж рухається разом з тяговим органом на його робочій гілці (стрічкові, стрічково-канатні, стрічково-ланцюгові, скребкові, пластинчасті конвеєри, елеватори). В інших конвеєрах поступальний рух вантажу здійснюється при коливному або обертовому рухові робочих елементів (інерційні, вібраційні, шнекові, роликові конвеєри). Для живлення конвеєрів застосовується електрична, рідше гідравлічна і пневматична енергія.
За кутом підйому розрізняють горизонтальні і слабкопохилі (6-3о), похилі (до 18-20о і до 16о), крутопохилі конвеєри (понад 18-20о і понад 16о).
Траса конвеєра може бути як прямолінійною, так і криволінійною, став конвеєр постійної або змінної довжини. Конвеєри бувають стаціонарні, напівстаціонарні і пересувні, за призначенням — для підземних, відкритих гірничих робіт, загального призначення, спеціальні (наприклад, живильники, перевантажувачі тощо). Особливим різновидом конвеєра є конвеєрний поїзд.
Секція конвеєра — частина конструкції конвеєра. Для стрічкового конвеєра складається з опор із закріпленими на них роликоопорами вантажної та холостої гілки. Головний елемент секції скребкового конвеєра — риштак.
Інші елементи конструкції конвеєрів: ножовий скидач, скребок, конвеєрна стрічка.
Переваги конвеєрів: безперервність переміщення вантажів, завантаження і розвантаження без зупинок, висока продуктивність, велика довжина транспортування, високий ступінь автоматизації, забезпечення умов безпеки праці, високі техніко-економічні показники.

## Виробники конвеєрів в Україні
В Україні конвеєри випускають Дніпропетровський завод будівельних машин, Львівський конвеєробудівний завод, харківський завод «Світло шахтаря» та інші підприємства.

### У програмуванні
- XML pipeline — конвеєр обробки XML документів.